# Snowflake (minialbum)
Snowflake – trzeci minialbum południowokoreańskiej grupy GFriend, wydany 25 stycznia 2016 roku przez wytwórnię Source Music i dystrybuowany przez LOEN Entertainment. Głównym singlem z płyty jest „Rough” (kor. 시간을 달려서 (Rough)).
Sprzedał się w nakładzie 42 753 egzemplarzy w Korei Południowej (stan na styczeń 2018).

## Lista utworów
| CD | CD                                                                           | CD                 | CD                          | CD                       | CD      |
| Nr | Tytuł utworu                                                                 | Tekst              | Kompozycja                  | Aranżacja                | Długość |
| -- | ---------------------------------------------------------------------------- | ------------------ | --------------------------- | ------------------------ | ------- |
| 1. | „INTRO (Snowflake)”                                                          |                    | Hong Beom-gyu, Kim Woong    | Hong Beom-gyu, Kim Woong | 1:16    |
| 2. | „Siganeul Dallyeoseo (Rough)” (kor. 시간을 달려서 (Rough))                   | Iggy, Seo Yong-bae | Iggy, Seo Yong-bae          | Iggy, Seo Yong-bae       | 3:29    |
| 3. | „Nae Ireumeul Bulleojwo (Say my name)” (kor. 내 이름을 불러줘 (Say my name)) | Iggy, Seo Yong-bae | Iggy, Seo Yong-bae          | Iggy, Seo Yong-bae       | 3:08    |
| 4. | „Sarangbyeol (Luv Star)” (kor. 사랑별 (Luv Star))                            | E.ONE              | E.ONE                       | E.ONE, Jo Jae-seok       | 3:08    |
| 5. | „Geureon Naren (Someday)” (kor. 그런 날엔 (Someday))                         | Heuk Tae           | Heuk Tae, Jun Ta, Park Chan | Heuk Tae, Park Chan      | 3:37    |
| 6. | „Trust”                                                                      | No Ju-hwan         | No Ju-hwan, Lee Won-jong    | No Ju-hwan, Lee Won-jong | 3:35    |
| 7. | „Siganeul Dallyeoseo (Rough)” (kor. 시간을 달려서 (Rough)) (Inst.)           |                    | Iggy, Seo Yong-bae          | Iggy, Seo Yong-bae       | 3:29    |

## Notowania
| Lista                   | Pozycja |
| ----------------------- | ------- |
| Gaon Weekly Album Chart | 2       |
| Billboard World Albums  | 10      |
| Five Music (Tajwan)     | 5       |

## Nagrody w programach muzycznych
| Program                   | Data           | Źródło |
| ------------------------- | -------------- | ------ |
| The Show (SBS MTV)        | 2 lutego 2016  | [ 6 ]  |
| The Show (SBS MTV)        | 16 lutego 2016 | [ 6 ]  |
| Show Champion (MBC Music) | 3 lutego 2016  | [ 7 ]  |
| Show Champion (MBC Music) | 17 lutego 2016 | [ 7 ]  |
| Show Champion (MBC Music) | 24 lutego 2016 | [ 7 ]  |
| M Countdown (Mnet)        | 4 lutego 2016  | [ 8 ]  |
| M Countdown (Mnet)        | 11 lutego 2016 | [ 8 ]  |
| M Countdown (Mnet)        | 18 lutego 2016 | [ 8 ]  |
| Music Bank (KBS)          | 5 lutego 2016  | [ 8 ]  |
| Music Bank (KBS)          | 12 lutego 2016 | [ 8 ]  |
| Music Bank (KBS)          | 19 lutego 2016 | [ 8 ]  |
| Music Bank (KBS)          | 26 lutego 2016 | [ 8 ]  |
| Inkigayo (SBS)            | 7 lutego 2016  | [ 9 ]  |
| Inkigayo (SBS)            | 21 lutego 2016 | [ 9 ]  |
| Inkigayo (SBS)            | 28 lutego 2016 | [ 9 ]  |